# Амасья
Ама́сья (тур. Amasya, греч. Ἀμάσεια) — город и район в северной Турции, центр провинции (ила) Амасья. Население города — 82 тыс. жителей (2008). Высота над уровнем моря — 411 м.
Амасья расположена в долине реки Ешильырмак; этим обусловлен её мягкий климат. В окрестностях города Амасьи широкое распространение получило выращивание яблок.

## История

### Античные времена
С 281 года до н. э. по 183 год до н. э. греческая Амасия — столица Понтийского царства. В 63 году до н. э. город и царство были завоёваны Римом.

### Римско-византийский период
Амасия была захвачена римлянином Лукуллом в 70 г. до н. э.; постепенно Понтийское царство вместе с Вифинией было преобразовано в новую римскую провинцию — Вифиния и Понт. К этому времени Амасия стала процветающим городом, домом мыслителей, поэтов и писателей. Один из них, Страбон, оставил полное описание Амасии в I веке до н. э.
После разделения Римской империи императором Диоклетианом город стал частью Восточной римской (Византийской) империи. В это время в городе большинство населения составляли греки.

### Сельджукский период
После поражения византийской армии при Манцикерте в 1071 году, Малая Азия находившаяся последние семь веков в пределах Византии, начинает постепенно терять свой христианский, греческий и армянский характер. Начинается процесс исламизации и туркизации Малой Азии. Турки продвигались вглубь полуострова очень быстро и в 1075 году турецкий эмир Данишменд захватил Амасию и сделал её столицей своего государства, которое существовало в Малой Азии более 100 лет.
Султан Иконийского султаната Кылыч-Арслан I, захватил город и присоединил его к своим владениям. Город стал центром исламской культуры. Школы, мечети и другая архитектура этого периода сохранились до сих пор.
Периодически Амасья переходила из рук турок в руки византийцев в XII веке во время войн Византии и Иконийского султаната. Окончательно город стал турецким лишь в начале XIII века.

### Османский период
В конце XIV века город покорил османский султан Баязид I. Амасья становится важным городом, здесь проводится обучение детей султана.
Население Амасьи во времена османского правления очень отличалось от большинства других городов в Османской империи: для того, чтобы как следует обучить будущего султана требовалось подробно ознакомить его с большинством народов империи. Каждый народ империи был представлен в Амасье в специфических деревнях — понтийской (греческой) деревне, армянской деревне, боснийской, татарской, турецкой деревне, арабской, курдской деревне и т. п.
В 1511 году в юго-восточной Анатолии началось крупное восстание кызылбашей-шиитов, вскоре охватившее почти всю Малую Азию. Предводителем восстания стал Шахкулу Текели. После ряда побед, повстанцы были побеждены султанскими войсками, а сам Шахкулу был убит в бою и похоронен в Амасье.
29 мая 1555 года здесь после 40-летней войны между Османской империей и сефевидской Персией был подписан мирный договор о разделе сфер влияния в Закавказье: Западная Грузия (Имеретия, Мингрелия, Гурия и западная часть княжества Самцхе-Саатабаго) и Западная Армения отошли туркам, а Восточная Грузия (Картли, Кахети и восточная часть Самцхе-Саатабаго) и Восточная Армения — Персии.
В 1854 году, в Амасии и его окружных деревнях, проживало 105.000 человек, из которых 53.400 (51%) армян и 16.000 (15%) греков.
В 1894-1897 годах, в Амасии имели место погромы армян, в результате чего, тысячи человек были убиты.
В 1912 году в городе и районе проживали:
- Турки - 48 000 чел.

- Армяне - 12 640 чел.

- Греки - 3 038 чел.[2].

В 1912 году в санджаке Амасья проживали:
- Турки - 198 000 чел.

- Армяне - 50 600 чел.

- Греки - 36 739 чел.[2].

В мае 1915 года, сотни учителей, врачей и представителей духовенства армянского и греческого происхождения, были арестованы турецкими властями и казнены.
С 20 июня 3 караванами амасийские армяне депортируются в направлении Багдада.
Первые избиения угнанных армян произошли по пути в Тохат — в местности Саргышла и в Малатии. В Саргышла четники отнимали у родителей детей и продавали их мусульманам. Через три месяца, понеся большие человеческие потери, караваны амасийских армян дошли до Суруча, где началась эпидемия. До декабря из 20 тыс. депортированных выжило только 1800 человек, часть которых весной 1916 была угнана в Дейр эз-Зор.
Благодаря взятию Алеппо (в мае 1918) англо-французскими войсками, 1500 амасийских армян спаслось. К августа 1919 за счет возвращенцев число армян в Амасии достигло 650. Был создан Национальный административный совет, который до 1923 содействовал возвращению амасийцев в свои родные края. Однако, антиармянская политика кемалистского правительства заставила многих из них перебраться в Европу и арабские страны. В годы первой мировой войны многие амасийцы влились в ряды Армянского добровольческого движения и Армянского легиона.

## Известные уроженцы
- Страбон (64/63 гг. до н. э. — 24 г. н. э.) — древнегреческий географ и историк, автор «Географии» в 17 книгах.
- Феодор Тирон (IV в.) — христианский святой.
- Амирдовлат Амасиаци (XV в.) — армянский учёный, естествоиспытатель и врач.
- Селим I (1465 — 1520) —  девятый султан Османской империи.
- Амасьялы Беязыд-паша (XV в.) — великий визирь Османской империи.
- Кара-Мустафа (1635 — 1683) — великий визирь Османской империи.